# Torre di Gediminas
La torre di Gediminas (in lituano Gedimino pilies bokstas) è una torre di guardia situata sull'omonima collina che domina la città di Vilnius, capitale della Lituania. Era originariamente parte di un castello che è scomparso. All'interno c'è un museo archeologico.
Le prime fortificazioni note in quel luogo furono costruite nel bosco da Gediminas, Granduca di Lituania. Il primo castello costruito in mattoni è stato completato nel 1409, al tempo del Granduca Vytautas. Di questa costruzione sono conservati alcuni resti, che sono stati recentemente restaurati.
La prima torre risale al XIII secolo e aveva un piano più alto. Le sue pareti vennero danneggiate durante l'occupazione russa del 1655-1661. È stata restaurata nel 1930 per ospitare il museo. La bandiera della Lituania fu posta sulla cima il 7 ottobre 1988, durante il movimento di indipendenza lituana che terminò con l'Atto di Restaurazione dello Stato di Lituania nel 1990.
La torre è considerata uno dei simboli della città e del paese e come tale appare sul litas, la vecchia moneta nazionale. Allo stesso modo appare in numerose poesie e canzoni.